# ふたごザウルス
『ふたごザウルス』 は、大島永遠による日本の漫画作品。『月刊ビッグガンガン』（スクウェア・エニックス）にて2012年Vol.1から2013年Vol.7まで連載。

## 登場人物
夕凪 まさご（ゆうなぎ まさご）
小学3年生（ネイビーゴーストタウンで小学4年生）
ネイビーゴーストタウン（NBT）に引っ越してきた双子の姉。能天気で、一番元気。発明が趣味でよくわからないものをいつも作っている。ちはなの痛みやけがを分けている。
夕凪 ちはな（ゆうなぎ ちはな）
まさごと同じくＮＢＴに引っ越してきた双子の妹。
行雲 海（いくも うみ）
紺碧団のリーダー。NBTの地元民。
ユッカ
紺碧団のサブリーダー。海と同じくNBTの地元民。
椰子ノ木ブラザーズ（やしのきブラザーズ）
兄ソテツ、弟パキラの双子の兄弟。NBTの地元民。
真凛（まりん）

岬 真帆（みさき まほ）
担任教師。

## 単行本
- 大島永遠 『ふたごザウルス』 スクウェア・エニックス〈ビッグガンガンコミックス〉、全2巻
  1. 2012年7月12日発売 ISBN 978-4-7575-3655-5
  2. 2013年10月12日発売 ISBN 978-4-7575-4084-2